# هارولد هوفمان
هارولد هوفمان (بالإنجليزية: Harold Hofmann)‏ هو سياسي أمريكي، ولد في 19 يوليو 1932، وتوفي في 16 نوفمبر 2013 في لوس أنجلوس في الولايات المتحدة.